# Graciela Muslera
Graciela Muslera Méndez (Montevideo, 14 de abril de 1963) es una arquitecta y política uruguaya perteneciente al Frente Amplio. Fue designada por José Mujica como Ministra de Vivienda, Ordenamiento Territorial y Medio Ambiente, cargo que ocupó entre 2010 y 2012.

## Biografía
Se graduó como arquitecta en 1993, en la Facultad de Arquitectura de la Universidad de la República. 
Entre 1998 y 2006 trabajó en el Banco República con el grado de Oficial ocupando tareas de Asesora técnica en tareas de Mantenimiento de los inmuebles del Banco y de diseño plantas operativas de sus oficinas. 
Desde 2006 hasta 2007 se desempeñó como Gerente grado 3 del Banco en el área de Coordinación de Mantenimiento y Obras Edilicias siendo responsable de gestión del stock de inmuebles del Banco. 
Entre febrero de 2001 y junio de 2005 ocupó el cargo de secretaria de la senadora Lucía Topolansky, del Movimiento de Participación Popular, sector del Frente Amplio que ella misma integra.
En septiembre de 2007 asumió como vicepresidenta de la Agencia Nacional de Vivienda (ANV), cargo que ocupó hasta febrero de 2010. 
El 1 de marzo de 2010, el presidente José Mujica la nombró Ministra de Vivienda, Ordenamiento territorial y Medio Ambiente, donde uno de sus principales cometidos fue regularizar y erradicar asentamientos irregulares. Entre otros proyectos, se propuso el plan de vivienda "Mi lugar, entre todos". Enfrentó proyectos cuestionados como los propuestos para Aratirí y el puente sobre la laguna Garzón. 
A principios de junio de 2012 fue sustituida en el cargo al frente del ministerio de Vivienda por Francisco Beltrame.